# Guatemala nos Jogos Olímpicos de Inverno de 1988
A Guatemala competiu nos Jogos Olímpicos de Inverno pela primeira vez nos Jogos Olímpicos de Inverno de 1988 em Calgary, Canadá.